# ニコライ堂

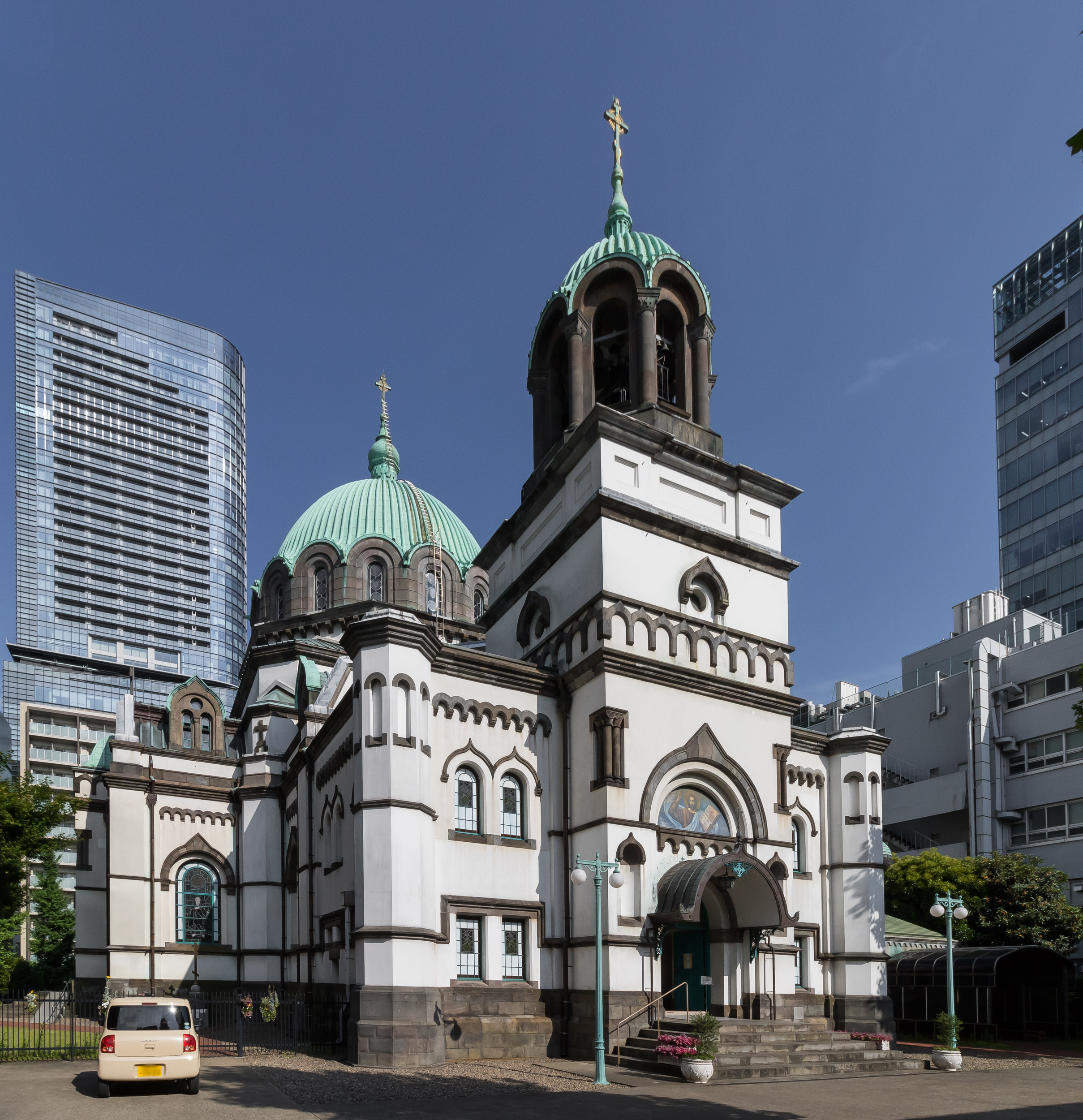
ニコライ堂（東京都千代田区）。現在の姿は関東大震災で被災した後の1929年に修復されたもの。

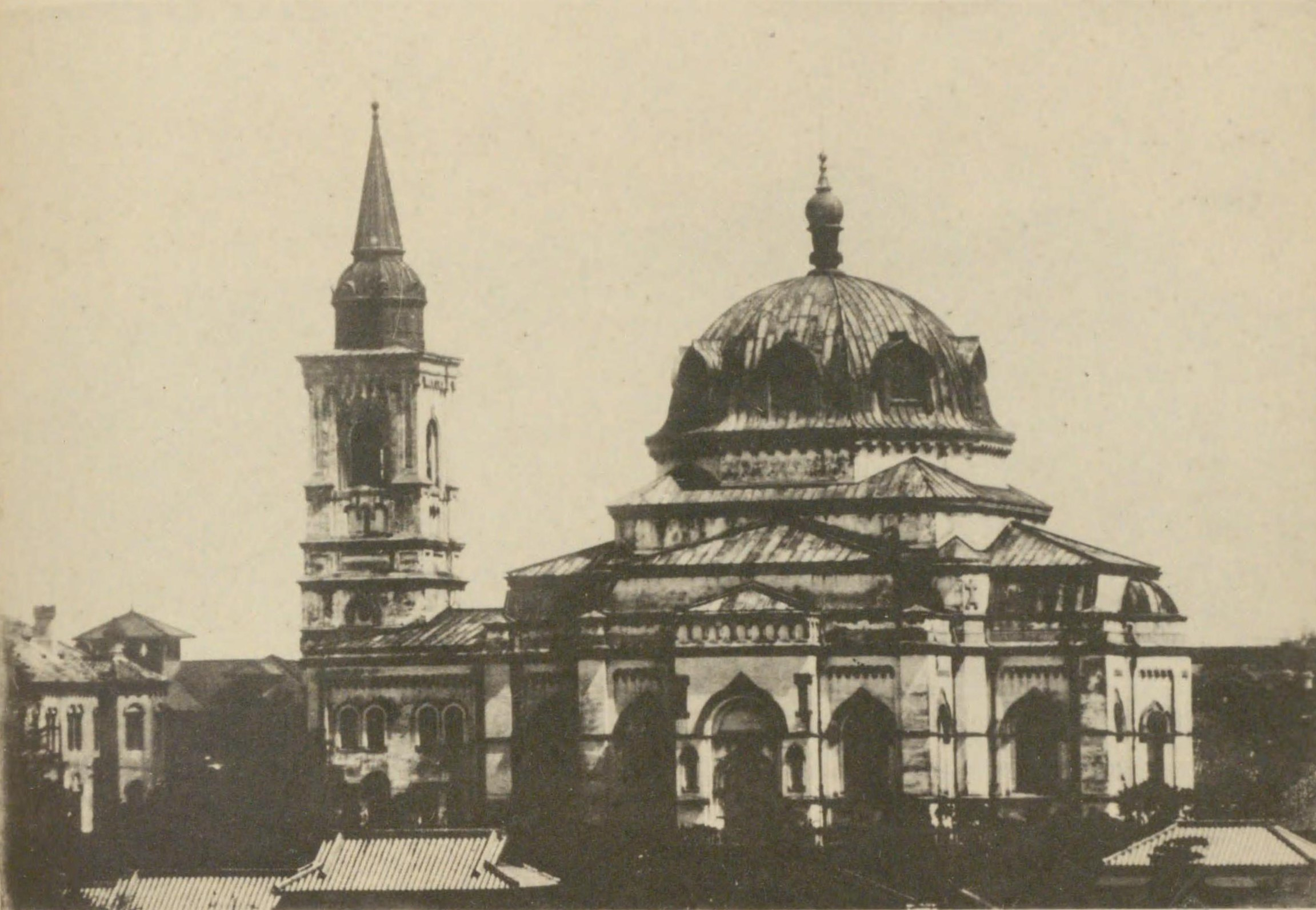
関東大震災前のニコライ堂

ニコライ堂（ニコライどう、英語: Nicholai-do）は東京都千代田区神田駿河台にある正教会の大聖堂。「ニコライ堂」は通称であり、日本に正教会の教えをもたらしたロシア人修道司祭（のち大主教）聖ニコライに由来する。
正式名称は「東京復活大聖堂」（英語: Holy Resurrection Cathedral in Tokyo）であり、イイスス・ハリストス（イエス・キリスト）の復活を記憶する大聖堂である。
日本正教会の首座主教座大聖堂（ロシア正教会の聖堂ではない。後述）。
建築面積は約800平方メートル、緑青を纏った高さ35メートルのドーム屋根が特徴であり日本で初めてにして最大級の本格的なビザンティン様式の教会建築といわれる。1891年に竣工し、駿河台の高台に位置したため御茶ノ水界隈の景観に重要な位置を占めた。関東大震災で大きな被害を受けた後、一部構成の変更と修復を経て現在に至る。1962年6月21日、国の重要文化財に指定された。

## 概要
日本で最大の正教会の大聖堂であり、全日本の府主教が管轄する首座主教座教会である。現在の府主教はセラフィム辻永昇。

### 正式名称
建物としての大聖堂の正式名称は東京復活大聖堂（とうきょうふっかつだいせいどう）。「ハリストス復活大聖堂」といった表記のブレがまま見られるが、こうした表記は当事者によって用いられる正式名称ではない。
この大聖堂を拠点とする教会名は「東京復活大聖堂教会」である。

### 所属

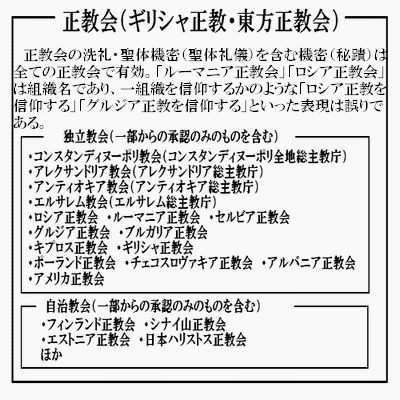
正教会の教会機構図解

ニコライ堂は自治正教会である日本ハリストス正教会（日本正教会）の中心であり、全日本の府主教座・東京大主教座聖堂である。したがって教派名である「正教会（正教）」を冠して「正教会の大聖堂」と呼称するのは正しいが、主にロシア連邦・近隣地域を管轄する一独立正教会の組織名「ロシア正教」「ロシア正教会」を用いて「ロシア正教会の聖堂」と述べるのは誤りである。「ギリシャ正教」は教派名としても用いられるため、「ギリシャ正教の聖堂」と呼ぶことはできる。
例外もあるが正教会は一カ国に一つの教会組織を具えることが原則であり（ギリシャ正教会、ロシア正教会、グルジア正教会、ルーマニア正教会、ブルガリア正教会、日本正教会など）、これら各国ごとの正教会が異なる教義を信奉している訳ではなく同じ信仰を有している。

### 聖堂が記憶する内容
他教派にも同種の習慣を持つものがあるが正教会の聖堂は聖書に記された出来事やイイスス・ハリストス（イエス・キリストのギリシア語読み）、生神女（一般にいう聖母マリア）あるいは聖人など何らかの記念を伴う。本聖堂の場合は正式名称が示す通りイイスス・ハリストス（イエス・キリスト）の復活が記念されている。
他方、「ニコライ堂」との名は正教会で「亜使徒聖ニコライ」と呼ばれる1970年に列聖されたニコライ・カサートキンに由来する通称である。本聖堂は建立当初より「ニコライ堂」という名称で知られているが、聖ニコライを記念した聖堂というわけではない（ただし大聖堂内の一角に「亜使徒聖ニコライ聖堂」、敷地内には「亜使徒聖ニコライ記念聖堂」が設けられている）。

## 歴史

### 創建

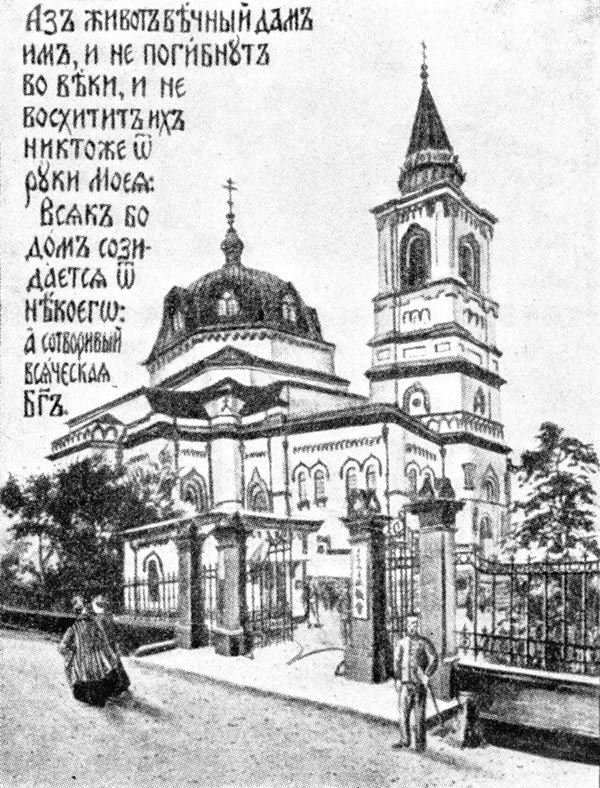
創建時の外観（1910年頃）

聖ニコライの依頼を受けたロシア工科大学教授で建築家のミハイル・シチュールポフ（Michael A. Shchurupov）が原設計を行った。お雇い外国人として来日し民間の建築設計事務所を開いていたジョサイア・コンドルが実施設計を担当、建築工事は長郷泰輔が請負い施工は清水組（現・清水建設）が担当した。シチュールポフの原設計とコンドルの実施設計の間にどれほどの改変が行われたのかについては未だ不明である。
ニコライ・カサートキンは建設に意欲的であったが、困窮する伝教者等の教団関係者の生活費に建設資金をあてるべきであるとして、伝教者・信者が沢辺琢磨を担いで建設に反対するといった動きもあった。これは、建設にかかる費用の多くが匿名の多くのロシア人からの「大聖堂建設のために」と目的を指定された献金を受けたものであった事につき、ニコライによる説明が不足していた事情も背景にあった。
ニコライと沢辺の関係は一時緊張したものの、後に和解。1884年3月に起工した後、沢辺は建築中の現場で宮城（皇居）を見下ろす事に建設を妨害しようとする右翼への対応をした。建設中途の1889年頃からは尖塔が宮城を見下ろす形になり不敬であるとの言説が流布するという反響があったが、右翼による妨害もその一環であった。正教によって温和な精神にはなっているが、青壮年時代の武道の精神が容貌に表れた琢磨の姿が建設現場に現れると右翼はいつの間にか姿を消していたと伝えられている。
7年後の1891年2月に竣工した後、同年3月8日に成聖式が行われた。煉瓦造および石造でギリシャ十字型のプランを有する聖堂であり、中央に八角形ドームを頂く。屋根は銅板葺。24万円の建設費用の大部分はロシアの正教徒たちの献金によって賄われたといわれるが、予算の制限からビザンティン様式の特徴である内部空間の豊かな装飾はみられない。イコノスタシスと鐘はロシアに発注された。イコンはペシェホノフ（V.M. Peshekhonov）が制作したとされ、イコン画家・山下りんが制作したものも4点あったと伝えられる。
駿河台に位置し、明治初期から中期には近隣が開けていたため遠方からもドームを臨むことができたといわれる。明治の名建築の一つに数えられ、夏目漱石『それから』（1909年）の一節にも登場する（二の三）。与謝野晶子、与謝野鉄幹、木下杢太郎といった詩人にもニコライ堂が詠まれている。

### 大震災後の修復とその過程

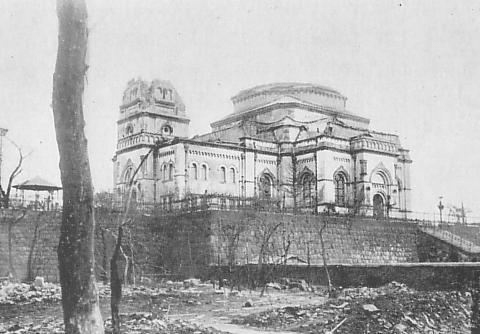
震災後のニコライ堂

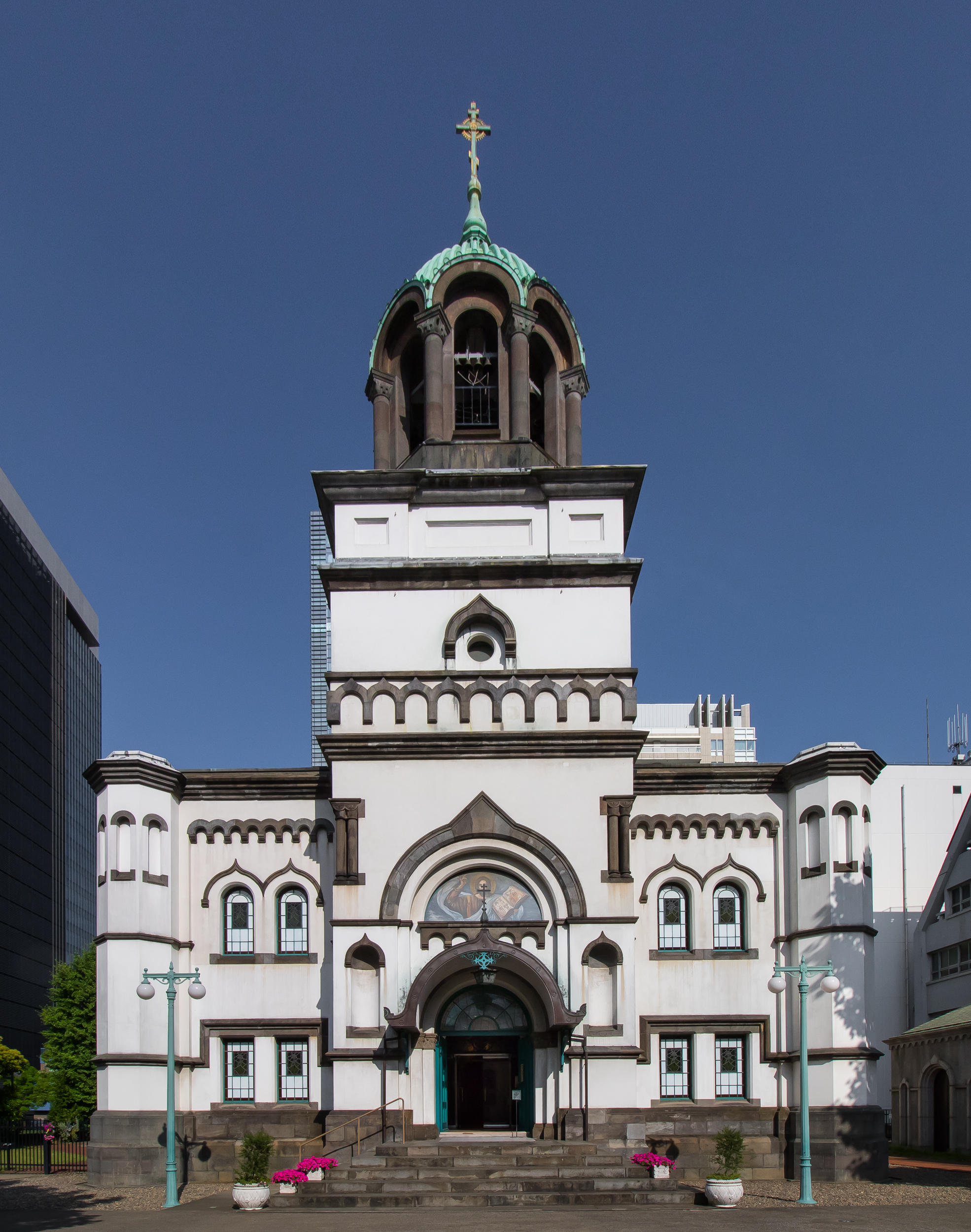
正面（西側）より撮影

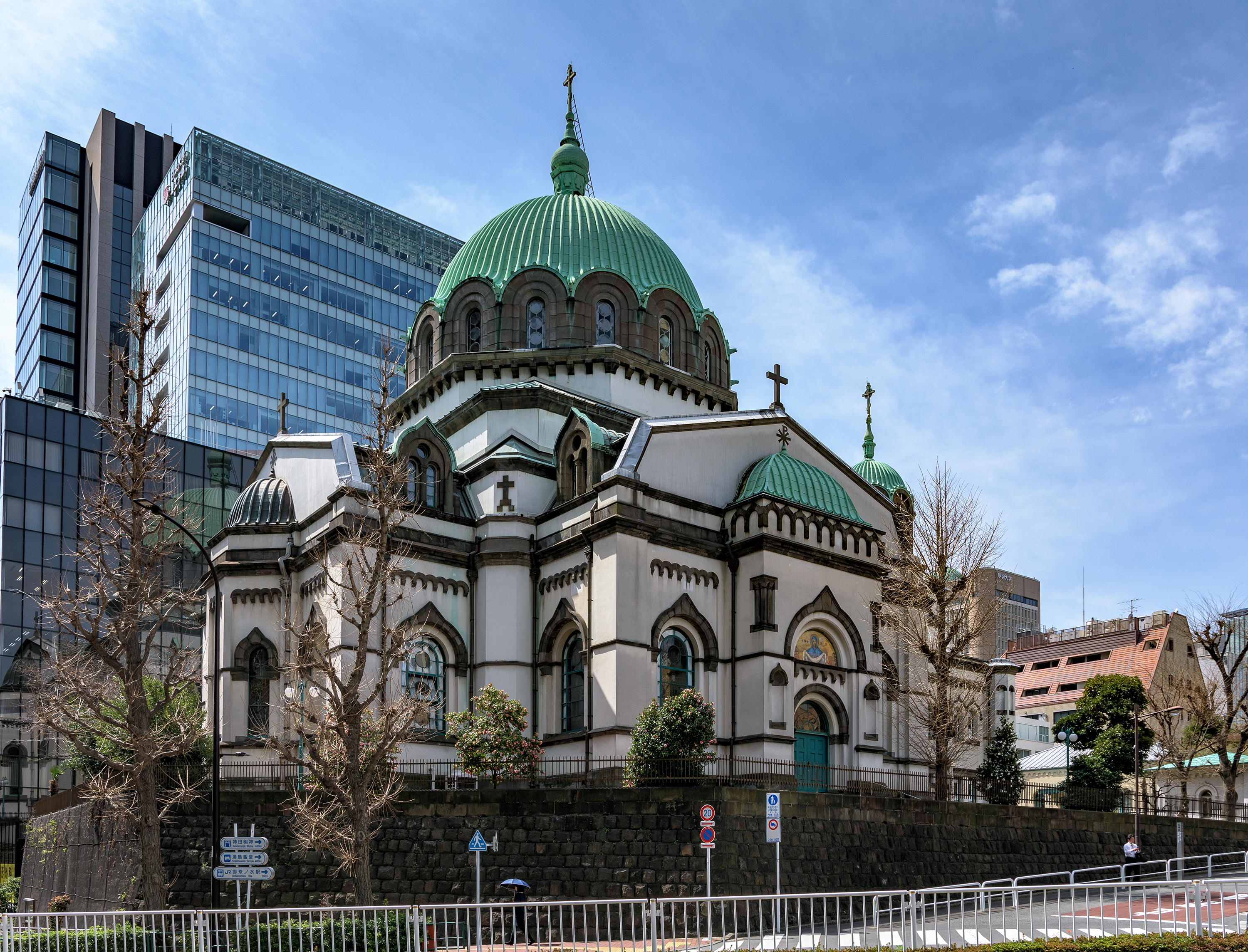
東側より撮影

1923年9月1日に発生した関東大震災により煉瓦造の鐘楼が倒壊してドームを破壊し、この時に発生した火災によりイコノスタシスなどを含めた内部や木造部分の多くを焼損、聖堂付属の図書館・神学校なども類焼した。
日本正教会はセルギイ大主教（肩書き当時、のち府主教）の指導下、公会において大聖堂の復興を決定（1923年10月20日）。また1908年に松山に建てられた聖堂を解体して駿河台の被災した大聖堂の近くに移築し、1924年4月にこれを奇蹟者成聖者聖ニコライの名で成聖して聖ニコライ聖堂とし復興工事の間の大聖堂が使えない間に奉神礼に使用した（大聖堂復興後・戦後も小聖堂として暫く使われた）。図書館などの周辺施設の復興にあたっては、内務省から補助がなされた。
セルギイ大主教は日本全国をまわり復興資金のための献金集めに奔走、その際には日本人信徒のみならず白系ロシア人信徒、海外の正教会、さらには信徒ではない者からの献金もあったと伝えられる。
財政上の理由からやや時間がおかれたが1927年から1929年にかけて、岡田信一郎の設計により構造の補強と修復が行われ、鐘楼を低く抑えたことなどにより外観が一部変更された。改修の意匠については賛否があったと伝えられる。
鐘はロシア製の大鐘1つとポーランド製の小鐘5つからなっている。
1962年6月21日、国の重要文化財に「日本ハリストス正教会教団復活大聖堂（ニコライ堂）」の名で指定されたがこれに際して岡田による旧態の改変の程度が検証された。その結果として変更点は
- ドームをドラム（穹窿胴）付きの高いものとする
- 四方屋根をマンサード形式で屋根窓のついたものとする
- 鐘楼を低く抑える
- 正面両脇に八角柱で補強を施す
- 窓サッシの更新
- 補強を兼ねて内部に3個所中二階を設け、中二階のないイコノスタシス上部には補強アーチを加える

などであったことが確認された。鐘楼の上部およびドーム、ドラム部分の構造形式は鉄筋コンクリート造および鉄骨造とされた。壁体については装飾や窓廻りを含めて当初の構造意匠がよく保持されており、指定の際には主としてこれが価値を有すると認められた。またこの機会にコンドルがどの程度設計に関与したかが研究されたが、判然としなかった。
改修により設置された中二階バルコニー部分にイコノスタシスを備えた小聖堂が設けられていたが安全上の問題などにより移設され、2009年時点では一階の左右（南北）両翼部分に小聖堂が設けられている（南側が亜使徒聖ニコライ聖堂、北側がラドネジの聖セルギイ聖堂である）。

### 戦時中と戦後
第二次世界大戦戦時中、ニコライ堂は空襲による被害を免れて無傷のまま残った。東京大空襲の後には地元からの要望により、安置場所の無い焼け焦げた遺体が大量に大聖堂に運び込まれた。遺体の放つリンが燃える光により、夜には大聖堂の窓が青白く光っていたという。殆どの関係者は遺体の数と惨状を恐れて大聖堂に近づかなかったが当時セルギイ府主教の後任として日本正教会を統括する主教であったニコライ小野帰一のみは大聖堂に入り、ひとりパニヒダを捧げていたと伝えられる。
戦後は土地取得の問題が日本政府との間に発生し、ニコライ堂は敷地の一部を売却して現在の敷地の購入費用に当てその敷地を大幅に縮小することとなった。

### 1990年代の修復
維持管理の不足により内外が劣化し、外壁モルタルの落下を契機として1990年10月から1994年3月にかけ財団法人文化財建造物保存技術協会の監理による建物調査や耐久性の検討が実施された。部分的な構造補強を含む本格的な修復工事が1994年6月から開始され、この間には創建時・改修時の構造材料や振動特性などについて詳細な研究が行われた。内装の一部も更新され、事前調査から通算で9年程度を経て修復は完了した。

## 運用

### 付属施設
敷地内には神学校、信徒会館であるニコライ会館、伝道会などに使われる旧ニコライ学院、東京大主教（日本府主教を兼任）館、亜使徒聖ニコライ記念聖堂がある。

### 教会生活・奉神礼（礼拝）
土曜日の夜には徹夜祷（実際に徹夜する訳ではない）、主日（日曜日）の朝には聖体礼儀が行われる。ほか五旬祭（ペンテコステ）、降誕祭（クリスマス）をはじめとする十二大祭や復活大祭などの祭日や大斎などの斎日などに伝統の定めるところに従って奉神礼（礼拝）が行われている。日本正教会の首座主教である府主教下の主教座聖堂であるため巡回時等を除き、基本的に主日（日曜日）には主教祈祷による大規模な聖体礼儀が行われている。
また、特に行事が開かれる場合を除き月曜と長期休講期間中を除いた毎朝・夕に神学校生徒による奉神礼（礼拝）が大聖堂内の小聖堂で行われている。ほかに正教徒のための必要に応じた祈祷として感謝祈祷、旅行の安全のための祈祷、病気平癒などの祈祷が行われ婚配式（結婚式）、永眠者のためのパニヒダ・埋葬式など信徒の生活に密着した活動も行われている。
12月24日夜-25日未明は「降誕祭」、5月4日深夜-5日未明は「復活大祭」が開催される。

## 関連人物

### 河村伊蔵・内井進・内井昭蔵
現在のニコライ堂のイコノスタシスの設計には金成ハリストス正教会と小田原ハリストス正教会の聖堂を設計した建築家内井進]が関わっている。内井進の子で戦後の日本建築を代表する建築家のひとり・内井昭蔵はガウリイルとの聖名をもつ正教徒であり、ニコライ堂のイコノスタシスにイコンを献納しまたその葬儀（埋葬式）はニコライ堂で行われた。内井進の父（内井昭蔵の祖父）・河村伊蔵（聖名・モイセイ）は正教会の聖職者（神品）であり、設計家として函館ハリストス正教会再建（1916年）および豊橋ハリストス正教会の設計を担当している。

### 奉職者等

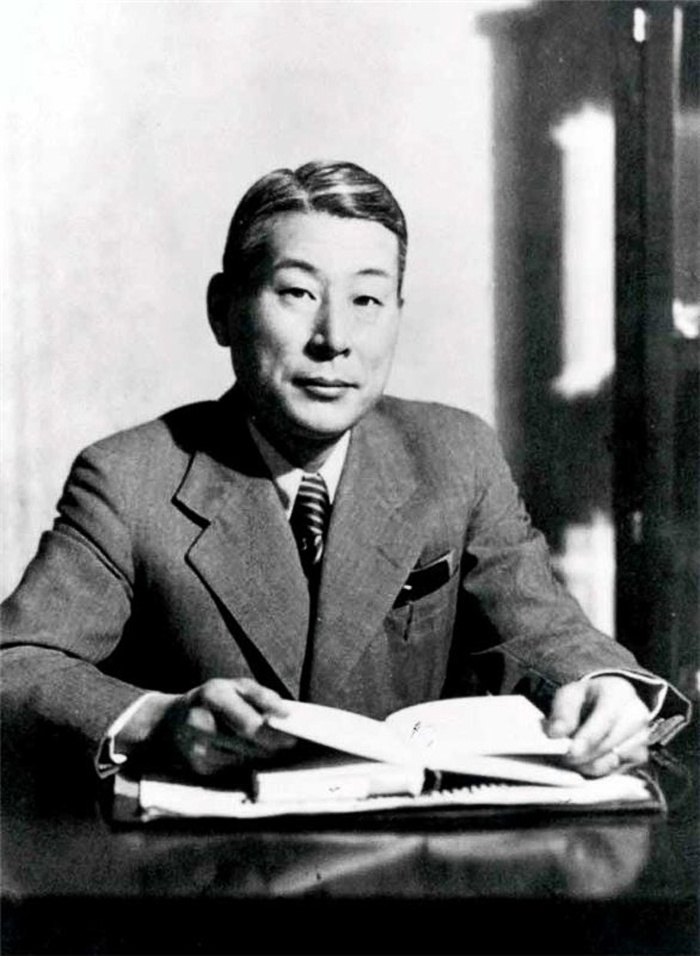
杉原千畝

ロシア5人組のひとりリムスキー＝コルサコフに師事した作曲家・金須嘉之進はインノケンティとの聖名をもつ正教徒であり、ニコライ堂の聖歌指揮を務めた。その門下には『ニコライの鐘』を作曲した作曲家・古関裕而がいる。リトアニア領事館領事代理としてユダヤ人にビザを発行したことで知られる杉原千畝（聖名：パウェル）は正教徒であり、ニコライ堂敷地内にあったニコライ学院で教鞭をとったことがある。フィンランド正教会で活躍したイコン画家ペトル佐々木巌は敷地内の神学校出身である。

### 埋葬式が行われた著名人
| - 沢辺琢磨（司祭） - 大井憲太郎（代議士） - 河野通勢（聖名ペトル、画家） - 根本陸夫（元野球選手、実業家） - 森本清吾（群馬大学元教授。森本治枝の夫） - 森本治枝（女性数学者の先駆け。森本清吾の妻） | - 高木東六（聖名アファナシイ、作曲家） - 内井昭蔵（聖名ガウリイル、建築家） - 川又一英（聖名シメオン、作家） - 久慈あさみ（女優） - 川村カオリ（聖名アナスタシア、歌手） |

また、西郷従道の長男であり、ロシアで洗礼を受けて正教徒となっていた西郷従理（聖名：アレキセイ）の葬儀に際しては、ニコライ堂（東京復活大聖堂）が竣工する以前のことであるが、同地（神田駿河台）の正教会の聖堂にてニコライ主教司祷のもと埋葬式が行われている（1885年4月24日）。このアレキセイ西郷の埋葬式が、日本で初めて行われた、正式な正教会式の埋葬式であった。プロテスタントの植村正久は、葬儀における信教の自由がまだそれほど認められていない日本の当時の情勢にあって、西郷家が愛児の信仰を尊重し、葬儀を正教会式に営んだことの影響は決して小さく無かったとしている。中村健之介はこの葬儀を「日本の信教の自由の小さな礎となった」ものと評価している。

## アクセスと拝観

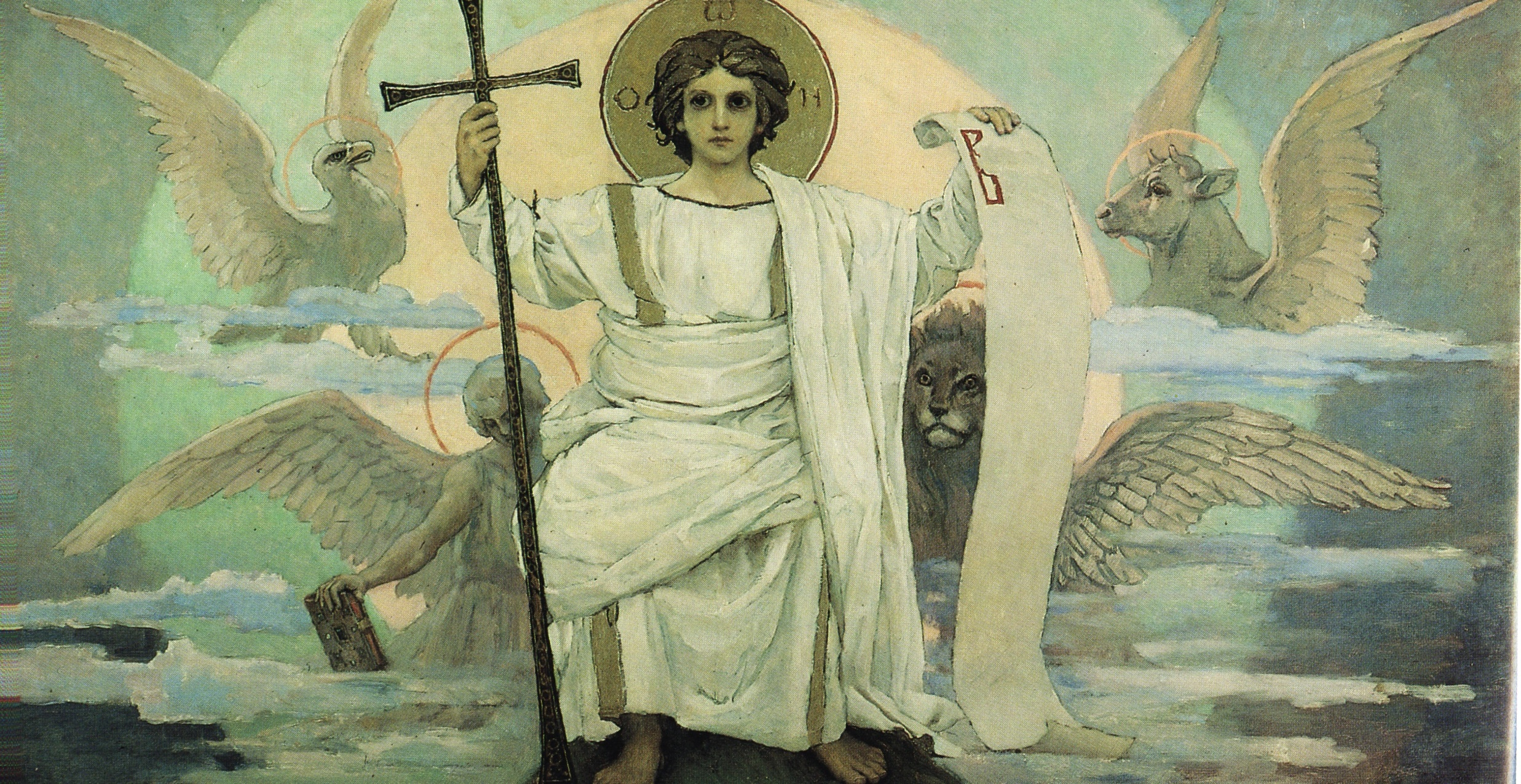
ヴィクトル・ヴァスネツォフ『神言と神の子』（トレチャコフ美術館蔵、19世紀末）
ロシアの大聖堂のフレスコ画のための作品でニコライ堂にあるイコン実物の画像ではないが、似た構図のイコンが堂内に掲げられている。「神言（かみことば）」とはギリシャ語の"λόγος"（ロゴス）の日本正教会訳であり、ハリストス（キリスト）を指す。福音記者を表す4種の象徴を配したハリストスが少年のような姿で描かれている。

平日の午後（10月から3月は13時から15時半、4月から9月は13時から16時）拝観を受けつけており、未信徒は啓蒙所と呼ばれる聖堂内の一部まで見学可能。
奉神礼が行われていない時間帯の拝観には、ろうそく代として見学料（拝観維持費・志納金）300円が求められる。聖堂内は婚配式（結婚式）等の特別な場合を除き撮影禁止。
- 所在地：東京都千代田区駿河台四丁目1番地3
- JR中央線、JR総武線・御茶ノ水駅（聖橋口）
- 東京メトロ千代田線・新御茶ノ水駅
- 東京メトロ丸ノ内線・淡路町駅

## 参考・関連文献

### 書籍
- 水島行楊編『東京復活聖堂』（『東京ハリストス復活大聖堂の記念画帖』）正教本会編輯所 1905年（2版・初版1904年）
- 牛丸康夫『明治文化とニコライ』教文館 1969年
- 鹿島卯女編集『山下りん：黎明期の聖像画家』鹿島出版会 1976年
- 高井寿雄著『ギリシア正教入門』教文館、1977年
- 牛丸康夫『日本正教史』日本ハリストス正教会教団府主教庁 1978年5月
- 中村哲夫『西洋館を訪ねて』保育社 1989年 ISBN 4586507829
- 藤森照信・内田祥士・時野谷茂・初田亨『復元 鹿鳴館・ニコライ堂・第一国立銀行』ユーシープランニング 1995年 ISBN 978-4946461316
- 文化財建造物保存技術協会編『重要文化財日本ハリストス正教会教団復活大聖堂（ニコライ堂）保存修理工事報告書』日本ハリストス正教会教団 1998年
- 長縄光男『ニコライ堂の人びと：日本近代史のなかのロシア正教会』現代企画室 1999年（2刷） ISBN 4773889047
- 中村健之介・中村悦子『ニコライ堂の女性たち』教文館 2003年 ISBN 4764265737
国立国会図書館 近代デジタルライブラリー
- 長縄光男『ニコライ堂遺聞』成文社 2007年 ISBN 9784915730573
- 府主教ダニイル監修・府主教セルギイ著『東京復活大聖堂と関東大震災』正教時報社 - ニコライ堂ほか各地正教会で入手可能

### 雑誌記事
- 高村功一「ニコライ堂の修理工事 - 特に外壁補修方法について（修復トピックス）」『建築史学』（28） 建築史学会 1997/03, pp. 128 - 131.
- 「有名建築その後 ニコライ堂（日本ハリストス正教会教団復活大聖堂） - 明治のレンガと昭和初期のRCを一体化」『日経アーキテクチュア』（577） 日経BP社 1997/03/24, pp. 147 - 151.
- 高村功一「生き続ける文化遺産 ニコライ堂（特集 生き続ける文化遺産）」『建築／保全  』Re 20（1） 建築保全センター 1998/09, pp. 52 - 59.
- 高村功一「ニコライ堂 - 関東大地震（特集「地震被災建物のその後」）」『建築防災』（248） 日本建築防災協会 1998/09, pp. 10 - 11.
- 内井昭蔵「ビザンチンの光・ハリストス正教会 ニコライ堂の思い出（日本の教会をたずねて）」『別冊太陽』（119）平凡社 2002/Aut., pp. 123 - 127.

### メディア
- 『ブラタモリ』（2010年1月28日 NHK）- テレビカメラが本格的に初めて内部を撮影・放送した。

### 教会公式サイト
- 日本ハリストス正教会教団　東京復活大聖堂教会　オフィシャルサイト
  - ニコライ堂（東京復活大聖堂教会）公式サイト - ウェイバックマシン（2016年10月10日アーカイブ分）
- 東京復活大聖堂（ニコライ堂） - 日本ハリストス正教会教団内のページ

### 罹災前の様子を伝える写真
- 御茶の水橋井 ニコライ堂の遠景：『東京景色写真版』（1893年）掲載写真
- ニコライ教会堂：『日本之名勝』（1900年）掲載写真
- ニコライ教堂：『東京風景』（1911年）掲載写真

### その他
- 『ニコライ堂』 - コトバンク
- 日本ハリストス正教会教団復活大聖堂（ニコライ堂） - 国指定文化財等データベース（文化庁）
- 日本ハリストス正教会教団復活大聖堂（ニコライ堂） - 文化遺産オンライン（文化庁）
- 日本ハリストス正教会教団復活大聖堂（ニコライ堂） - 文化遺産オンライン（文化庁）
- 日本ハリストス正教会教団復活大聖堂（ニコライ堂） - 東京都文化財情報データベース（東京都教育庁地域教育支援部）
- Josiah CONDER - JAPAN-PHOTO-ARCHIV（写真）
- ニコライ堂の弔いの鐘音 川村カオリ - YouTube

アナスタシア川村カオリの埋葬式終了後のニコライ堂の鐘。ただし通常の埋葬式時とは撞き方が異なっている。
座標: 北緯35度41分52.98秒 東経139度45分55.87秒 / 北緯35.6980500度 東経139.7655194度